# Adi Pratama

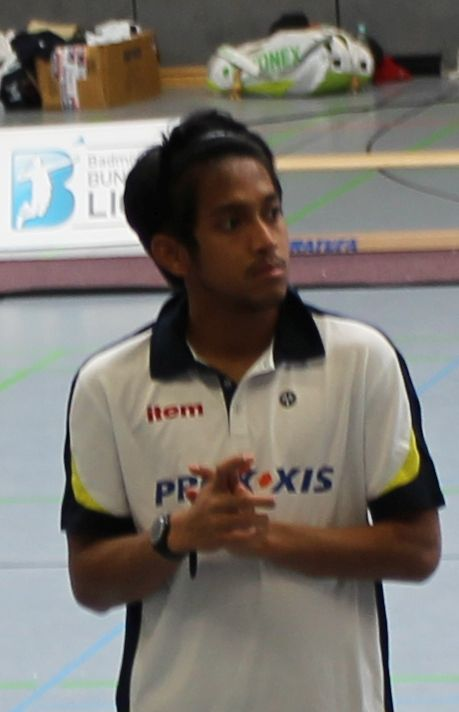
Adi Pratama am 12. Oktober 2014

Adi Pratama (* 11. Mai 1990 in Jakarta) ist ein indonesischer Badmintonspieler. 

## Karriere
Adi Pratama nahm 2007 und 2008 an den Badminton-Juniorenweltmeisterschaften teil. Bei den Nationalspielen belegte er Rang drei mit dem Team. Weitere Starts folgten bei den Thailand Open 2012, der Indonesia Super Series 2012, der Singapur Super Series 2012, den Vietnam Open 2012, dem Indonesia Open Grand Prix Gold 2012, dem Malaysia Open Grand Prix Gold 2013, den Thailand Open 2013 und dem Indonesia Open Grand Prix Gold 2013.
Seit der Saison 2014/15 läuft Adi Pratama in der deutschen 2. Badminton-Bundesliga für den STC Blau-Weiß Solingen auf.